# Pentelik
Pentelik (grško Πεντέλη, Πεντελικόν ali Πεντελικό Όρος) je gorovje v Atiki v Grčiji severovzhodno od Aten in jugozahodno od Maratona. Njegova najvišja točka je vrh Pirgari z nadmorsko višino 1109 m. Gorovje je v velikem delu prekrito z gozdom (okoli 60 ali 70 odstotkov) in ga je mogoče videti z južnih Aten prek ravnine Pedija, z gore Parnita in južnega dela severnega predmestja Aten. Naselja, ki obdajajo gorovje, so med drugimi Vrilisija, Penteli, Ekali, Dioniz in Gerakas.
V antičnih časih se je imenoval tudi Brilisos ali Brilitos (grško Βριλησσός, Βριληττός), kar je izvor imena bližnjega kraja Vrilisija.
Prvotno ime izvira iz starodavne deme (upravne enote) Pentele.

## Gora
Že v antiki je bil Pentelik znan po marmorju, ki je bil uporabljen za gradnjo Akropole in drugih stavb antičnih Aten. Pentelikonski marmor je brezhiben, enotne bele barve bledorumenega odtenka, zaradi česar je pod sončno svetlobo sijal zlato. Antični kamnolom je zaščiten z zakonom in se uporablja izključno za obnovo Akropole. Cesta, ki se je uporabljala za prevoz marmornih blokov iz kamnoloma do Akropole v antiki, se stalno spušča in sledi naravnemu terenu. To je  raziskal in v celoti dokumentiral glavni arhitekt restavratorskih del na Akropoli profesor Manolis Korres v svoji nagrajeni knjigi S Pentelika na Partenon. 
Sredi pogorja, severovzhodno od središča mesta, je samostan.

## Požari
Požar v začetku julija 1995 je uničil velik del gorskega gozda in vzhodna polovica je postala stanovanjska soseska Aten. Požar je trajal približno 5 dni in se širil vzhodno od Pentelija, nato v Penteli in Vrilisijo, uničil skupino hiš, se razširil na severna območja Ree, v Anoiksi in  Dioniz. To je bil najhujši požar v Atenah in Grčiji v 20. stoletju. Stanovanjske soseske so bile na vzhodni polovici gore in so morali odstraniti, kar je ostalo od naravne gore. Severna polovica ostaja močno gozdnata.
Vrsta požarov je izbruhnila tudi v letih 1998 do leta 2001. Veliko požarov je bilo podtaknjenih. Leta 1998 je na območju Drafi kot posledica požara  leta 1995 zemeljski plaz blokiral ceste in odrezal stanovanjsko sosesko; vrsta zemeljskih plazov je bila tudi nekaj let pozneje in je uničila nekaj hiš. Plazovi so še vedno precej pogosti.
30. junija 2007, isti dan, kot je bil požar pred 20 leti, so manjši požar opazili severovzhodno od Vrilisije. Zgorelo je več deset hiš in del gozdov. En in pol meseca pozneje je ogromen požar spet uničeval gozdove okoli Pentelija in Vrilisije. Tokrat je bil večji in bolj uničujoč s plameni, visokimi med 50 do 60 metrov. Požgan je bil 10 km dolg in 4 do 5 km širok pas gozda. Vzrok je bil kot za večino požarov leta 2007 požig. Med najhujšimi je bil požar 26. avgusta 2007, ko so plameni, ki so nastali zaradi požiga, opustošili gozdove v okolici Pentelika in je trajal več dni.